# Jō (arme)
Pour les articles homonymes, voir Jô.

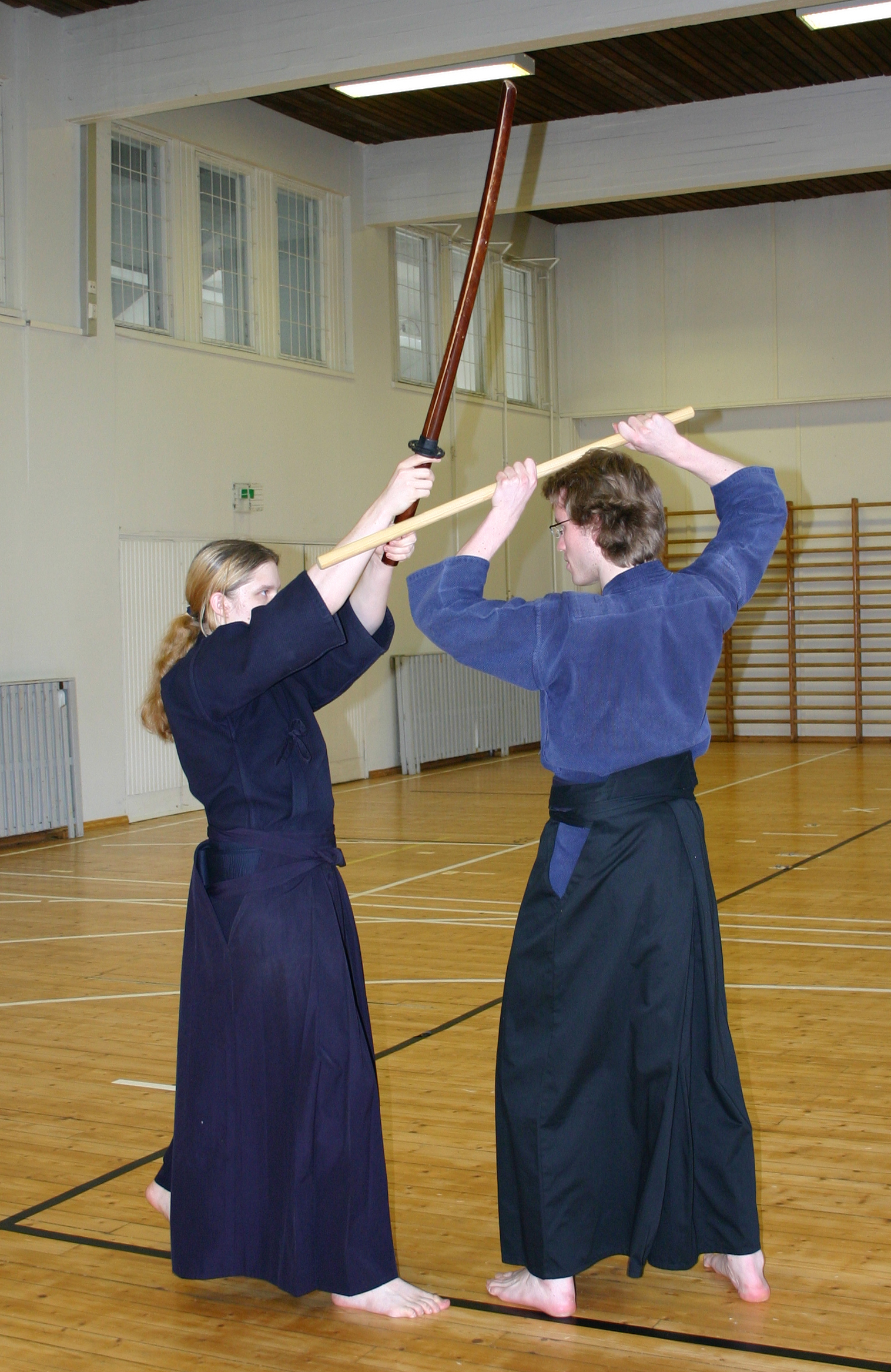
Un pratiquant de jōdō arrête la frappe d'un partenaire armé d'un bokken en interceptant les poignets de l'attaquant avec l'extrémité de son jō.

Le jō (杖, bâton moyen) est une arme traditionnelle japonaise en bois d'une longueur de 1,28 mètre et d'un diamètre de 2,6 centimètres environ. Il est utilisé lors de la pratique de l'aïkido (aiki-jō), du jōdō et du jo-jutsu, et du kobudō.
Le bâton de jō, de taille moyenne, se différencie du bō (bâton long), du tanbō (bâton court) et du hanbō (« demi bâton »).
Le jō est l'objet du jōjutsu ou jōdō, art du maniement du jō face à un adversaire armé d'un sabre (représenté par un bokken). Il est également employé dans le cadre de l'aiki-jō, élément de l'aïkido, soit dans le cadre du désarmement à mains nues d'un attaquant armé d'un jō, soit dans le cadre de katas d'harmonisation à deux pratiquants maniant chacun un jō.
Le jō est réputé avoir été conçu par l'escrimeur Muso Gonnosuke qui, après une défaite face à Miyamoto Musashi, cherchait une arme suffisamment longue pour avoir un avantage d'allonge significatif sur le sabre, mais suffisamment court pour rester plus maniable que la lance (yari) ou le bō.
Aujourd'hui, il est toujours utilisé par certaines forces de police japonaises.

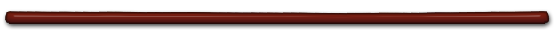
Jō en bois rouge.